# Pseudochirops albertisii
Pseudochirops albertisii е вид бозайник от семейство Pseudocheiridae. Видът е почти застрашен от изчезване.

## Разпространение
Разпространен е в Индонезия и Папуа Нова Гвинея.